# Croxton (Lincolnshire)
Pour les articles homonymes, voir Croxton.
Croxton est une paroisse civile et un village du Lincolnshire, en Angleterre.